# 查理斯三世肖像
《國王查理斯三世陛下》（英語：His Majesty King Charles III）是喬納森·伊奧所創作的英國國王查理斯三世肖像畫。這幅畫創作於2021年6月至2023年11月期間，橫跨查理斯登基的時期，也是查理斯加冕後的第一幅官方肖像畫。該畫作由尊敬的布業行會委託創作。

## 歷史與描述
這幅畫作尺寸約為8英尺6英寸（2.59）高、6英尺6英寸（1.98）寬，整體呈現鮮紅色調，畫中的查理斯穿著威爾斯衛隊的制服。
伊奧在解釋為什麼使用大量紅色時說：「這個顏色是我早期嘗試的結果，後來我畫了草圖並開始專注於臉部的描繪，發現臉部和背景非常協調。」他接著補充道：「我後來只專注於保持畫面的平衡，不讓其他元素干擾畫面的整體效果。這幅畫呈現了一種傳統與現代的融合感。」
查爾斯的右肩上方有一隻蝴蝶，象徵著他的登基。BBC記者凱蒂·拉扎爾認為這是一幅「充滿生氣的畫作」。卡米拉王后曾對伊奧表示：「是的，你抓住了他的神韻。」這幅畫作於2024年5月16日至6月14日在倫敦的菲利普·莫爾德畫廊展出，自8月底起，將移至布業行會大廳展出。

## 網路爆紅
這幅肖像畫由於其紅色配色在Twitter等社交平台上引發大量討論和迷因，有人將它形容為「火焰、鮮血以及恐怖片的意象」。伊奧的女兒告訴他這些評論時，他表示感到受寵若驚。
這幅畫作還被與弗朗西斯·培根1949年的作品《頭部4號》進行對比。

## 破壞事件
2024年6月，保護動物團體動物崛起的抗議者在這幅肖像畫的玻璃框上貼一張電影《超級無敵掌門狗》角色華萊士的海報，並加上一段標語，以抗議皇家防止虐待動物協會認證的「放心農場」的飼養條件，而查理斯正是該組織的贊助人之一。